# 카렐리야

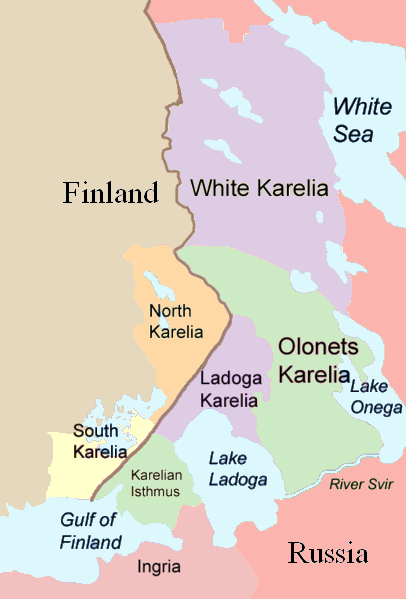
카렐리야

카렐리야(러시아어: Карелия, 카렐어: Karjala, 핀란드어: Karjala, 영어: Karelia, 문화어: 까렐리야)는 북유럽의 넓은 지역에 걸친 카렐리야인들의 땅을 이르는 역사적 지역명이다. 역사적으로 핀란드, 러시아, 스웨덴 등의 지배를 받았다. 현재는 러시아의 카렐리야 공화국, 레닌그라드주, 핀란드의 남카리알라 지역, 북카리알라 지역으로 나뉘어 있다.
이 지역의 이름은 카리알라어와 핀란드어로는 카리알라(Karjala), 러시아어로는 카렐리야(Карелия), 스웨덴어로는 카렐렌(Karelen)이며, 국제적으로는 영어 명칭인 카렐리아(Karelia)로도 불린다.

## 역사
카렐리야는 13세기 스웨덴과 노브고로드 공화국 간의 분쟁 지역이었다. 1323년 뇌테보리 조약으로 카렐리야는 양국에 의해 분할되었다. 비보리(Viborg; 후에 비푸리 Viipuri, 현 비보르크 Выборг)가 스웨덴령 카렐리야/카렐렌의 수도가 되었다.
1721년 제정 러시아와 스웨덴이 맺은 뉘스타드 조약으로 카렐리야 땅 거의 대부분은 러시아에게 넘어갔다. 핀란드 전쟁으로 핀란드가 러시아령이 된 후 카렐리야 땅 일부가 핀란드 대공국에 병합되었다. 1917년 핀란드가 독립한 후 1920년 타르투 조약으로 국경이 이같이 합의되었다.
러시아 내전 이후 1922년 소비에트 연방이 설립되면서 러시아령 카렐리야는 1923년 카렐리야 소비에트 사회주의 자치 공화국이 되었다.
1940년대에 핀란드령 카렐리야의 거의 대부분은 겨울 전쟁(1939년 ~ 1940년)을 종결시킨 모스크바 평화 조약을 통해 소련으로 넘어가고 다시 계속 전쟁(1941년 ~ 1944년) 때 다시 핀란드에 점령되었다. 핀란드는 이에 그치지 않고 러시아령 동카렐리야도 점령하였다. 그러나 핀란드는 다시 소련에 카렐리야 땅의 거의 대부분을 잃었으며 특히 당시 핀란드 제2의 도시였던 비푸리(비보르크), 부옥시 강 유역의 산업 지대, 핀란드 중부를 핀란드만과 연결시킨 사이마 운하, 라도가호의 어업 수역을 잃어버렸다. 당시 핀란드 인구의 8분의 1은 실향민이 되었다.
모스크바 평화 조약에 따라 카렐리야 자치 공화국은 1941년 카렐리야-핀란드 소비에트 사회주의 공화국에 편입되었고 1956년에 다시 소비에트 사회주의 자치 공화국이 되었고 1991년에 자치 공화국은 카렐리야 공화국이 되었다.

## 같이 보기
- 핀란드의 역사
- 카렐리아파
- 라우리 퇴르니